# Solanum monarchostemon
Solanum monarchostemon är en potatisväxtart som beskrevs av Sandra Diane Knapp. Solanum monarchostemon ingår i släktet skattor som ingår i familjen potatisväxter. Inga underarter finns listade i Catalogue of Life.